# ميليتيوس ميتاكساكيس
ميليتيوس ميتاكساكيس (باليونانية: Μελέτιος)‏، الاسم العلماني إيمانويل ميتاكساكيس Εμμανουήλ Μεταξάκης؛ 21 سبتمبر 1871 - 28 يوليو 1935) كان رئيسًا لكنيسة اليونان من عام 1918 إلى 1920 باسم ميليتيوس الثالث، وبعد ذلك أصبح البطريرك المسكوني للقسطنطينية باسم ميليتيوس الرابع من عام 1921 إلى عام 1923 وبطريرك الإسكندرية اليوناني مليتيوس الثاني من عام 1926 إلى عام 1935. إنه الرجل الوحيد في تاريخ الكنيسة الأرثوذكسية الشرقية الذي خدم على التوالي بصفته الأسقف الأكبر لثلاث كنائس مستقلة. كان أيضًا ماسونيًا. 

## حياته

### النشأة
ولد إيمانويل ميتاكساكيس في جزيرة كريت، في قرية كريستوس، التي أصبحت الآن جزءًا من بلدية إيرابيترا. وكان والده مربي للماشية، وكان خاله كاهن القرية. من 1889 إلى 1891، درس عمانوئيل في المدرسة البطريركية لإخوان القبر المقدس. سبيريدون رسمه شماس بأسم ميليتيوس. في عام 1891، أصبح قمص دير بيت لحم، ورئيس أساقفة جبل طابور. استأنف دراسته في المدرسة اللاهوتية تمجيد الصليب الثمين في القدس، عندما افتتحت المدرسة في عام 1893. تخرج في عام 1893.
في عام 1903، تم تعيينه مستشارًا لبطريركية القدس فإعاد العمل في المطبعة البطريركية وقام بتحرير دورية صهيون الجديدة عام 1904. أسس مدارس جديدة وأعاد تنظيم المدارس الموجودة، ونجح في منح الدبلومات لخريجي المدرسة اللاهوتية في القدس، رغم أنه لم يرسّم أي كهنة. واجه (الإرسالية الروحية) وهي منظمة روسية مارست دعاية مناهضة للهيلينية. أسس المدرسة العملية في يافا، فزاد استخدام الكتب الأكاديمية. في عام 1907 ناب عن بطريركية القدس في لقاء مع النائب عن كرسي البطريرك المسكوني للقسطنطينية باسيليوس أسقف أنكيالوس، وبطريرك الإسكندرية فوتيوس بشأن القضية المتعلقة برئيس أساقفة قبرص. استند الحكم الذي أتخذ إلى وثيقة صاغها ميليتيوس ميتاكساكيس ونشرت في جريدة الحكومة القبرصية. لقد نشروا تلك الوثيقة مع العديد من الحوارات التي كان في ذلك الوقت مع البطريرك فوتيوس الإسكندري في منشورين لبطريركية الإسكندرية.

### مطران كيتيون
في عام 1910، تم انتخابه مطران كيتيون في كنيسة قبرص. نظم الميثاق القانوني لكنيسة قبرص وأسس دورية الإعلان الكنسي، والتي واصل نشرها لاحقًا في أثينا ونيويورك. أسس مدرسة بانسبريوت في أكتوبر 1910، والمدرسة الثانوية التجارية في لارنكا.
في 1912-1913 سافر إلى أثينا حيث تعاون مع إيون دراغوميس ولجنة من وزارة الخارجية اليونانية لجمع التبرعات للقضايا التي نشأت مع عودة الأراضي الخاضعة لسلطة البطريركية المسكونية إلى اليونان، وصربيا، وبلغاريا أثناء صياغة تقرير حول ذلك. في مقالات في عام 1914، أوضح عن المعارضة التي تواجه اقتراحات مطارنة المناطق التي عادت حديثًا، لأسباب تتعلق بالسياسة العرقية حيث كانوا يخشون من تضاؤل البطريركية المسكونية، قتوسط لحل الخلاف. 

### خدمته
كان أسقفًا لكنيسة اليونان في أثينا (1918-1920) باسم ميليتيوس الثالث، وبعد ذلك انتُخب بطريركًا مسكونيًا للقسطنطينية تحت اسم ميليتيوس الرابع من عام 1921 إلى عام 1923. شغل منصب البطريرك اليوناني للروم الارثوذكس بالإسكندرية باسم مليتيوس الثاني من عام 1926 حتى عام 1935.
كان من المؤيدين لرئيس الوزراء اليوناني إلفثيريوس فينيزيلوس، وصار أسقف في قبرص، حتى تم انتخابه رئيس أساقفة أثينا بعد تنازل قسطنطين الأول عن اليونان، ليحل محل رئيس الأساقفة ثيوكليتس الأول. بعد ذلك بعامين، أستعاد الملك قسطنطين الأول عرش اليونان، وعُزل رئيس الأساقفة ميليتيوس، وأعاد رئيس الأساقفة السابق ثيوكليتس الأول إلى منصبه. في عام 1921، انتُخب مليتيوس بطريركًا مسكونيًا أثناء احتلال القسطنطينية، واستقال في عام 1923 بعد هزيمة الجيش اليوناني في الحرب اليونانية التركية.
وبعد عدة سنوات انتخب بابا وبطريرك الإسكندرية. توفي عام 1935.

## روابط خارجية
- قداسة البطريرك المسكوني مليتيوس الرابع بطريرك القسطنطينية المسكوني
- قائمة أعضاء محفل الماسونيين الأكبر في اليونان بما في ذلك البطريرك ميليتيوس الرابع من القسطنطينية
- البطريرك ميليتيوس الرابع من القسطنطينية، مدخل ويكي الأرثوذكسية